# Budimir Vujačić
Budimir Vujačić (sinh ngày 4 tháng 1 năm 1966) là một cầu thủ bóng đá người Serbia.

## Đội tuyển bóng đá quốc gia Nam Tư
Budimir Vujačić thi đấu cho đội tuyển bóng đá quốc gia Nam Tư từ năm 1989 đến 1992.

## Đội tuyển bóng đá quốc gia Serbia
Budimir Vujačić thi đấu cho đội tuyển bóng đá quốc gia Serbia từ năm 1995 đến 1996.

## Thống kê sự nghiệp
| Đội tuyển bóng đá Nam Tư | Đội tuyển bóng đá Nam Tư | Đội tuyển bóng đá Nam Tư |
| Năm                      | Trận                     | Bàn                      |
| ------------------------ | ------------------------ | ------------------------ |
| 1989                     | 4                        | 0                        |
| 1990                     | 0                        | 0                        |
| 1991                     | 3                        | 0                        |
| 1992                     | 1                        | 0                        |
| Tổng cộng                | 8                        | 0                        |

| Đội tuyển bóng đá Serbia | Đội tuyển bóng đá Serbia | Đội tuyển bóng đá Serbia |
| Năm                      | Trận                     | Bàn                      |
| ------------------------ | ------------------------ | ------------------------ |
| 1995                     | 2                        | 0                        |
| 1996                     | 2                        | 0                        |
| Tổng cộng                | 4                        | 0                        |